# Pedro Pujó
Pedro Pujó (n. 1948, Argentina) fue un productor discográfico, reconocido por ser fundador, junto a su hermano Hernan Pujó y Jorge Álvarez, de la discográfica Mandioca, en 1968, que fue precursora del rock nacional argentino.

## Mandioca
En 1968, fundó junto a Jorge Álvarez, Rafael López Sánchez y Javier Arroyuelo el sello Mandioca. Sus tres primeros sencillos fueron de los artistas: el trío Manal; Cristina Plate, que dejaría la música por cuestiones estéticas y para continuar como modelo; y el grupo Los Abuelos de la Nada, aunque el sencillo fue añadido al repertorio de su líder Miguel Abuelo, compositor de los temas, y no al grupo. El sello funcionó hasta 1972, el año en que quebró la entidad al igual que su actividad. A lo largo de esos años lanzó éxitos de Manal, Vox Dei y Moris, entre otros.
También fue supervisor en Aerolíneas Argentinas.

## Estudios
Estudió hasta graduarse de Bachiller en el Colegio Nacional de Buenos Aires desde 1961 hasta 1966. En la Universidad de Buenos Aires, estudio Ciencias Sociales desde 1967 a 1968.

## Ocupaciones
| Ocupación                                     | Años aportados                                     |
| --------------------------------------------- | -------------------------------------------------- |
| Mandioca Discos                               | julio de 1968 – enero de 1971 (2 años 7 meses)     |
| Latin American Books                          | abril de 1971 – abril de 1972 (1 año 1 mes)        |
| Fotocompositor en Bergen Graphics Advertising | mayo de 1972 – agosto de 1973 (1 año 4 meses)      |
| Supervisor en Aerolíneas Argentinas           | 1973 – 1979 (6 años)                               |
| Status Travel                                 | noviembre de 1981 – abril de 1984 (2 años 6 meses) |
| Productor de Voz y Canto                      | enero de 2007 – actualidad (8 años 7 meses)        |